# 圣基里科-德塔拉萨
圣基里科-德塔拉萨，是西班牙加泰罗尼亚巴塞罗那省的一个市镇。总面积14.27平方公里，总人口19408人（2013年），人口密度1360人/平方公里。